# Joint Forces Command-North
Le Joint Forces Command-North  était une formation pan-arabe dirigé par le major général Sulaiman al-Wuhayyib de la Coalition internationale durant la guerre du Golfe, il faisait partie des deux corps d'armée de la Joint Forces Command sous le commandement du lieutenant-général et prince Khalid ibn Sultan ibn Abd al Aziz Al Saud comprenant au total 100 000 hommes dont la formation a été décidée lors sommet extraordinaire de la Ligue arabe réuni au Caire le 10 août 1990.

## Organisation
Stationné au sud de la frontière entre l'Arabie saoudite et l'Irak et le Koweït, la JFC-N comprenait le corps expéditionnaire égyptien avec la 3e division d'infanterie mécanisée, la 4e division blindée et une brigade para-commando, le corps syrien composé de la 9e division blindée syrienne et un régiment de forces spéciales de ce pays, la 4e brigade blindée et la 20e brigade mécanisée saoudienne, ainsi que les brigades d'infanterie koweïtiennes Ash-Shahid et Al-Tahrir.
Au total, elle comptait 528 véhicules de combat blindés, 323 pièces d'artillerie et 11 hélicoptères d'attaque.

## Historique
Leur mission durant l'opération Tempête du désert a été à partir du 24 février 1991 à 16 heures, d'attaquer les forces de l'armée irakienne sur le territoire koweïtien (comprenant entre autres dans la partie ouest du Koweït, le IVe corps soit 4 divisions d'infanterie (16e, 20e, 21e et 36e), 2 divisions d'infanterie mécanisée (1re et 30e) et la 6e division blindée) et de s'emparer des lignes de communications au nord-ouest de Koweït City, puis libérer celle-ci en coordination avec la Joint Forces Command-East et les autres formations alliés dont les 2 divisions du Corps des Marines intercalé entre les forces pan-arabes. Dès le 25 février, les objectifs sont remplis avec des pertes modestes.

## Pertes
Les pertes des états arabes durant ce conflit seraient, selon CNN, de 37 morts (en excluant le Koweït) (18 saoudiens, 10 égyptiens, 6 émiraties et 3 syriens) mais d'autres articles annoncent 2 morts égyptiens et 2 syriens, un Koweïtien est mort durant l'offensive.

## Galerie photos

Mouvement des unités dans l'opération Desert Storm
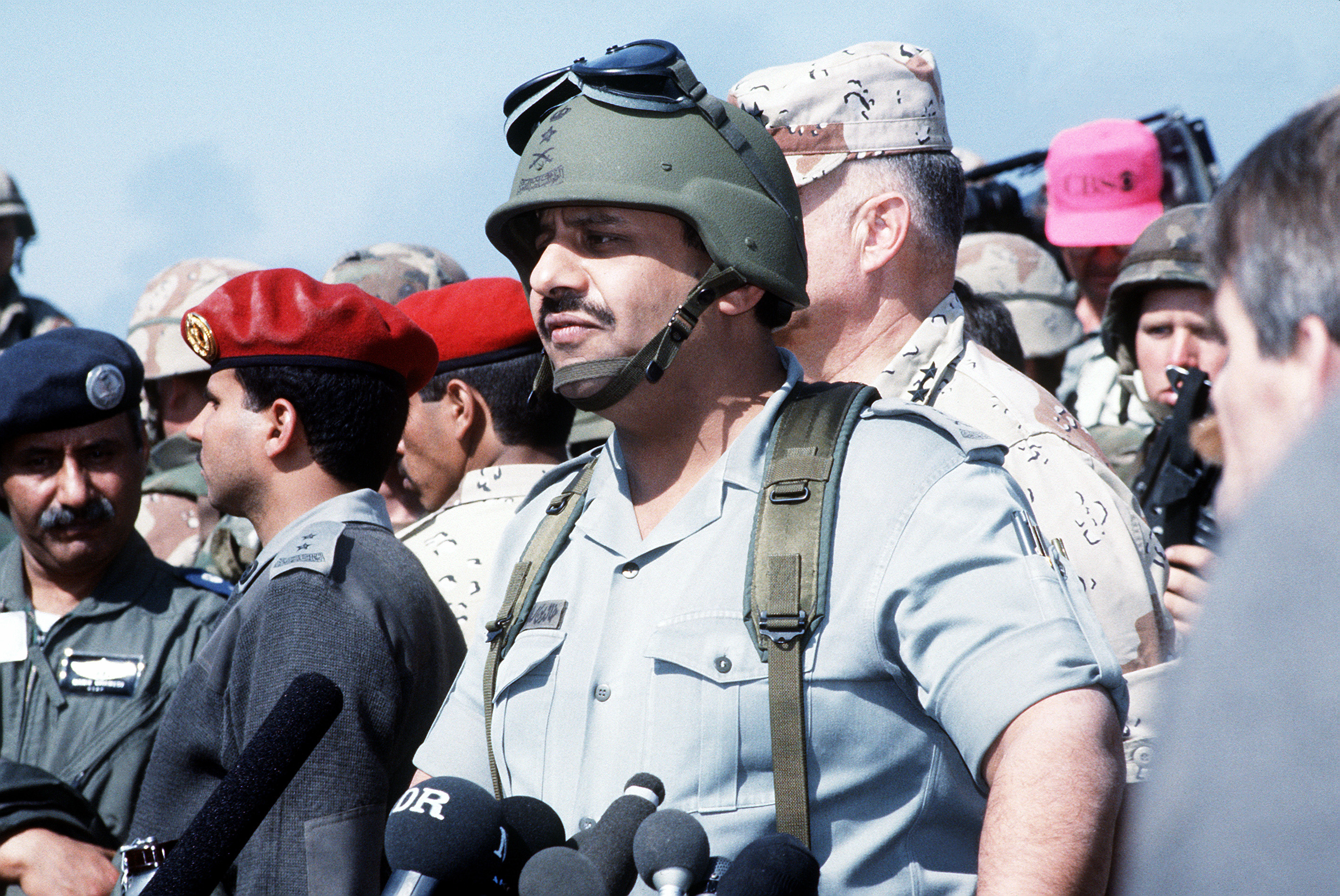
Le prince Khalid ibn Sultan ibn Abd al Aziz Al Saud commandant les forces musulmanes le 3 mars 1991 lors de la signature du cessez-le-feu.
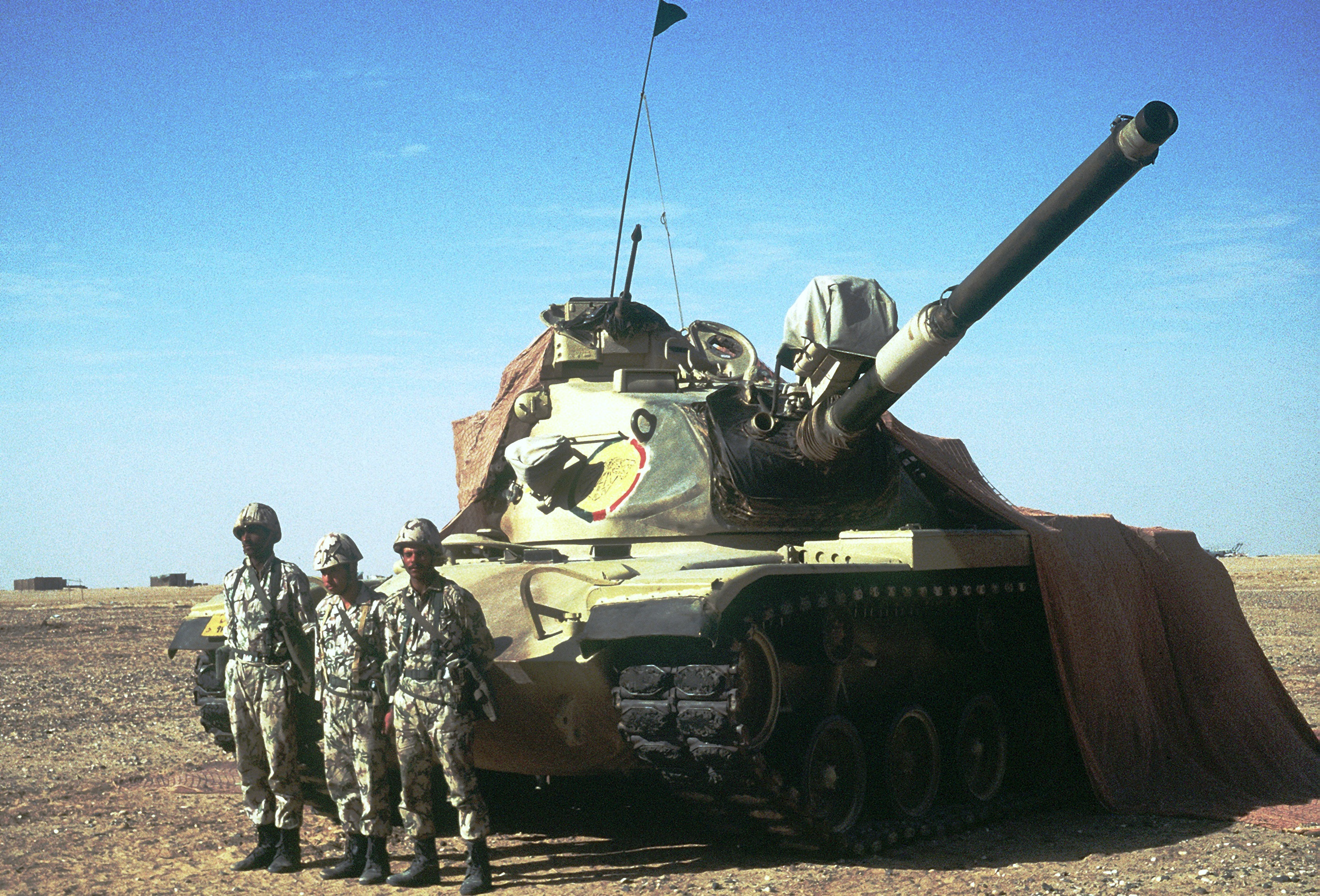
Char M60 de la 3e brigade blindé Égyptienne le 1er décembre 1990 durant l'opération Bouclier du désert avant le déclenchement de l'offensive.
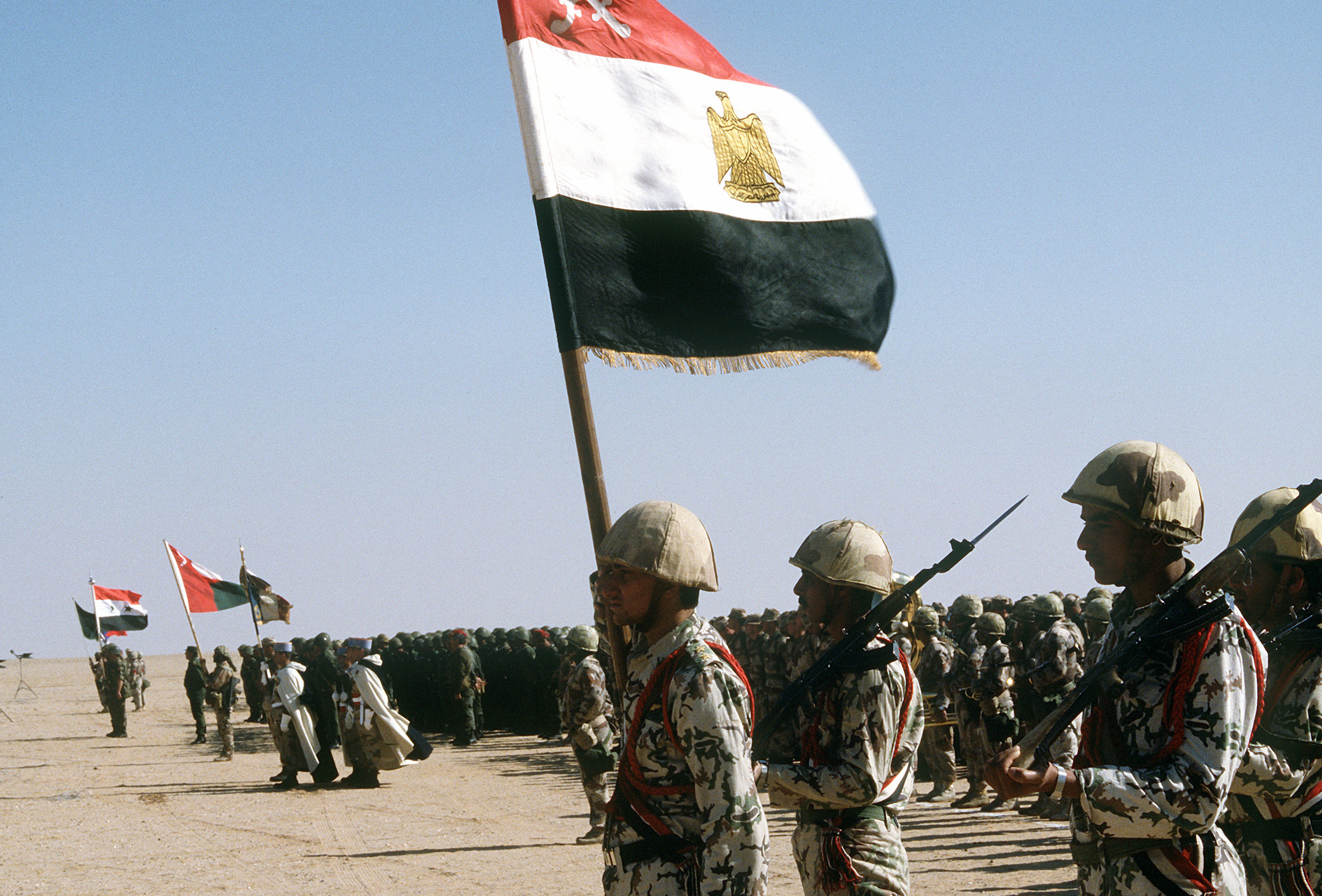
Forces Égyptiennes, Françaises, Syriennes, Omanaises et Koweïtiennes lors d'une revue le 8 mars 1991 après la victoire. Le drapeau français au deuxième rang est porté par des spahis.
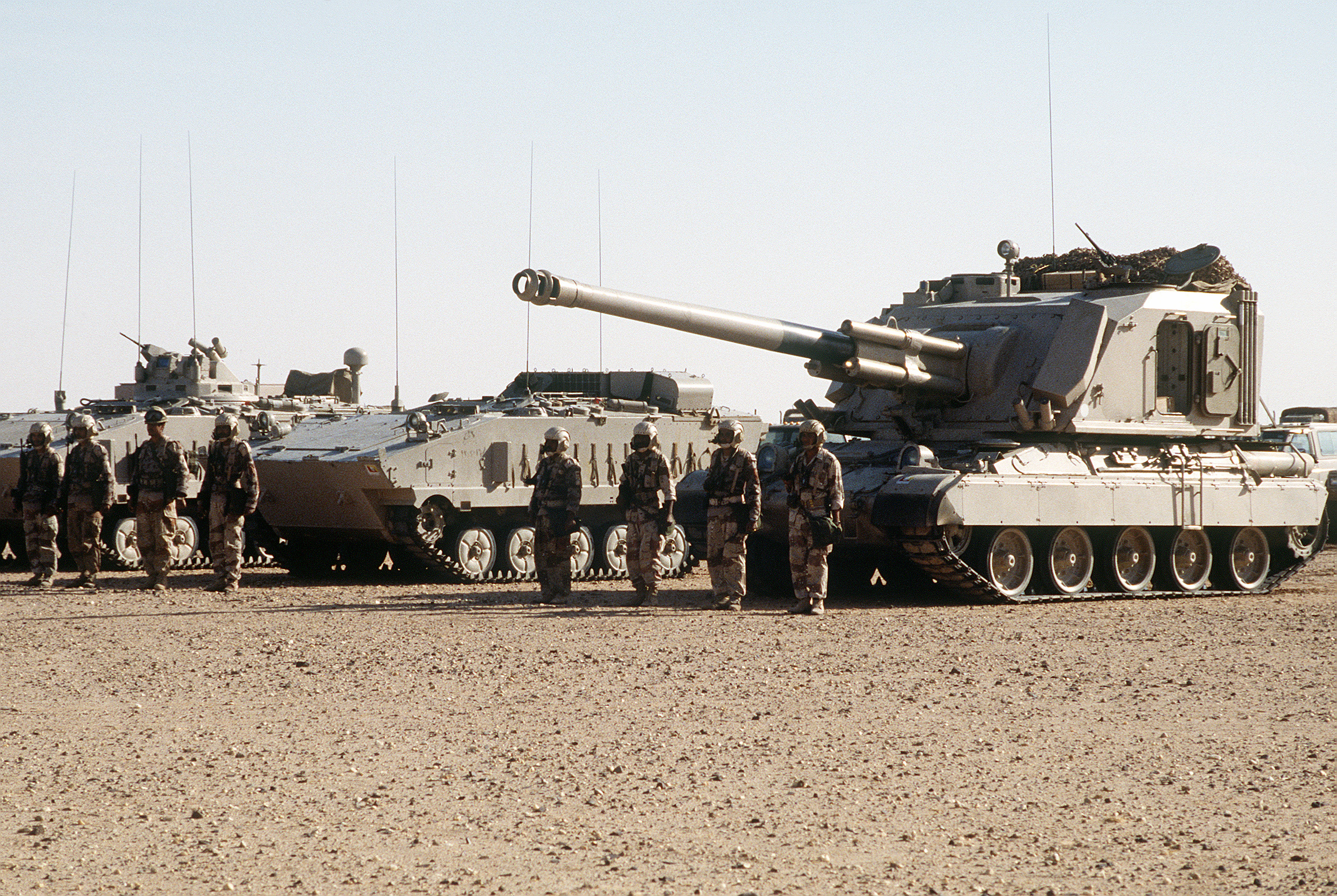
AMX AuF1 et AMX-10 P de la 20e brigade mécanisée de la force terrestre du royaume Saoudien.
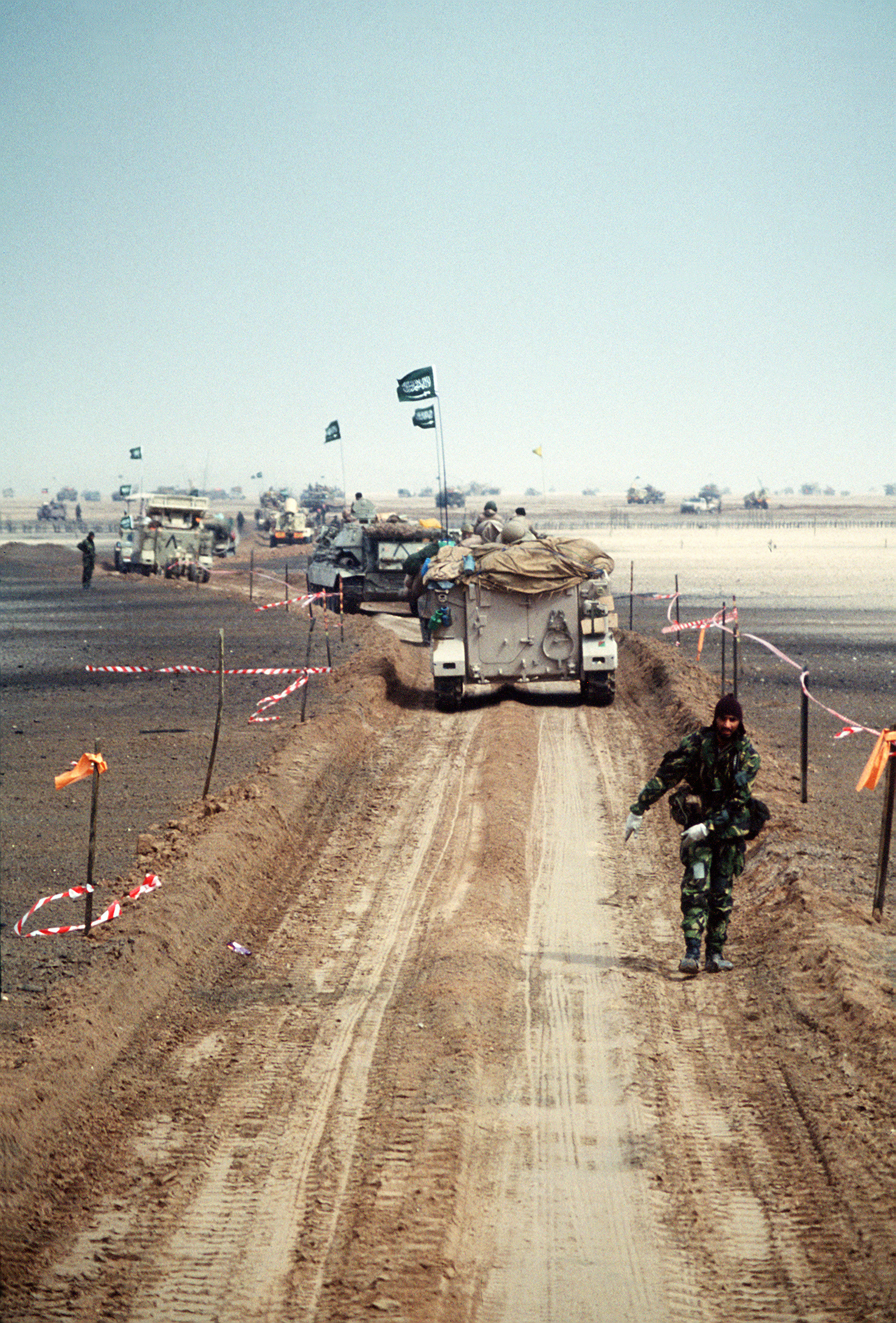
Une colonne de M113 saoudien traversant un champ de mines.
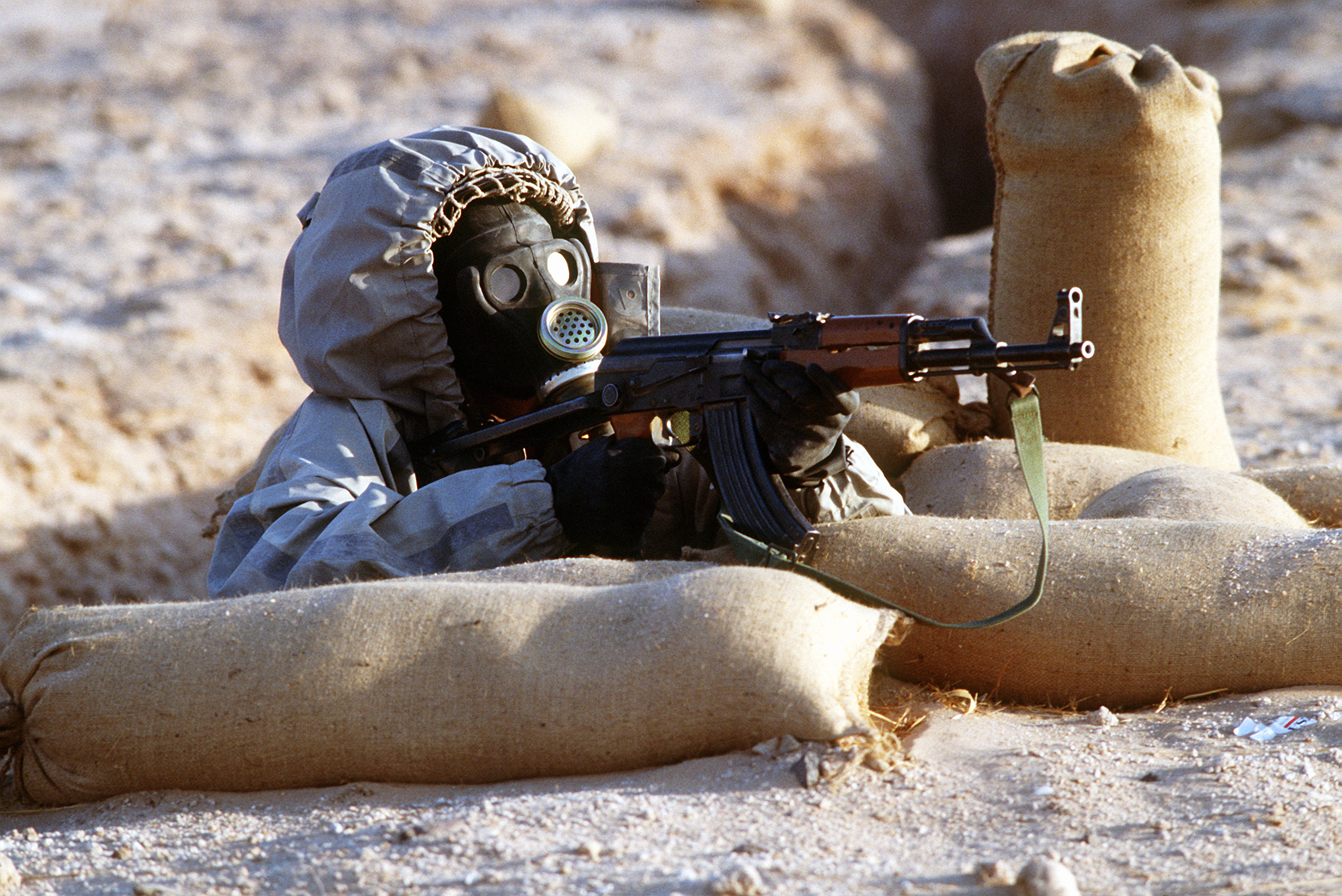
Un soldat syrien en tenue de protection NBC durant l'opération Bouclier du désert.
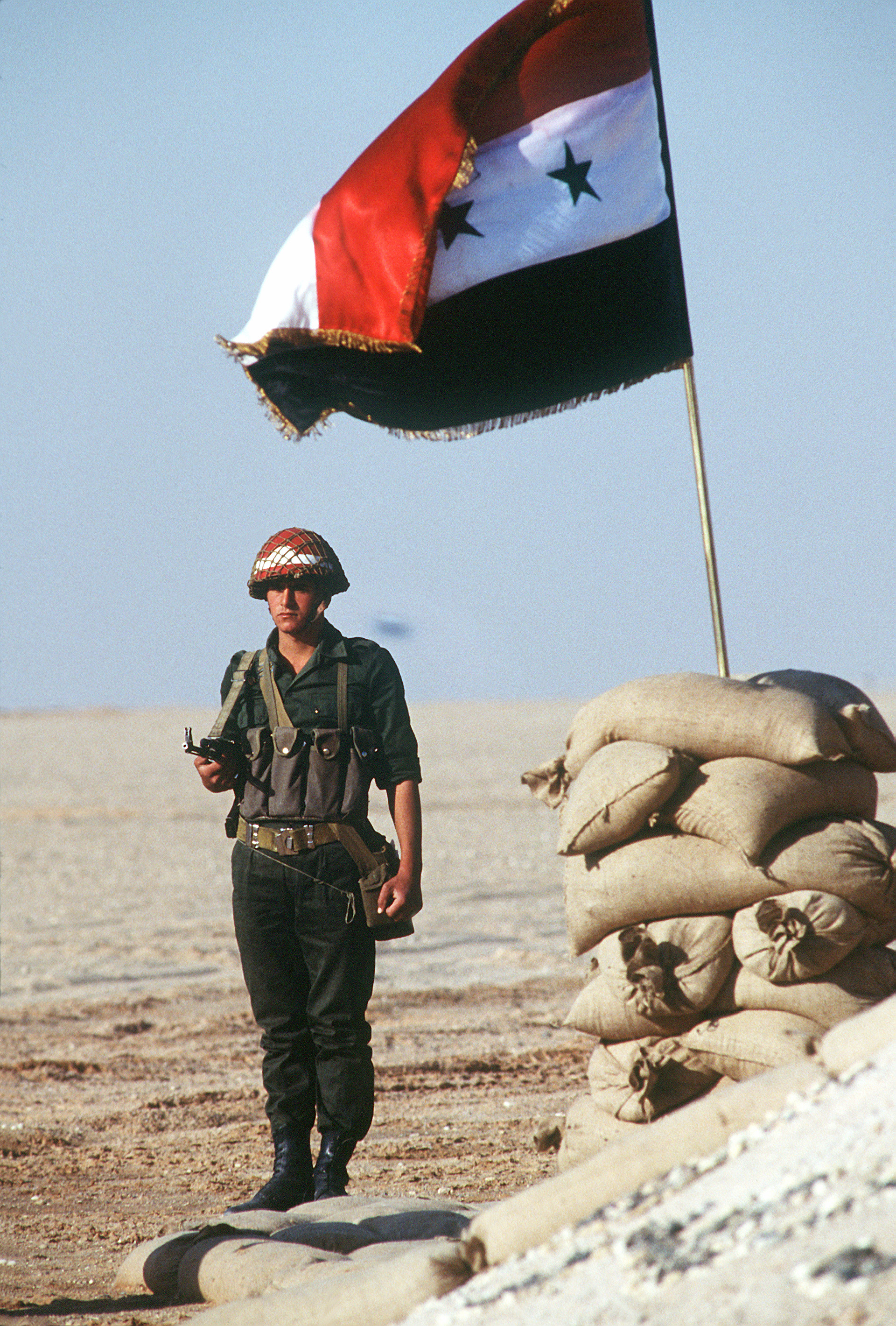
Un militaire syrien.